# Dyscheralcis crimnodes
Dyscheralcis crimnodes är en fjärilsart som beskrevs av Turner 1917. Dyscheralcis crimnodes ingår i släktet Dyscheralcis och familjen mätare. Inga underarter finns listade i Catalogue of Life.